# Wożowo (obwód kurski)
Wożowo (ros. Вожово) – wieś (ros. деревня, trb. dieriewnia) w zachodniej Rosji, w sielsowiecie wablinskim rejonu konyszowskiego w obwodzie kurskim.

## Geografia
Miejscowość położona jest nad Wablą (dopływ rzeki Prutiszcze w dorzeczu Sejmu), 1,5 km od centrum administracyjnego sielsowietu (Wabla), 16 km na północny zachód od centrum administracyjnego rejonu (Konyszowka), 55,5 km na północny zachód od Kurska.
W miejscowości znajduje się 29 posesji.
Klimat
Miejscowość, jak i cały rejon, znajduje się w strefie klimatu kontynentalnego z łagodnym ciepłym latem i równomiernie rozłożonymi opadami rocznymi (Dfb w klasyfikacji klimatów Köppena).

## Demografia
W 2010 r. miejscowość zamieszkiwało 29 osób.